# Bičenka drůbeží
Bičenka drůbeží (Trichomonas gallinae) je anaerobní pětibičíkatý parazitický prvok s kosmopolitním výskytem. Patří do třídy Trichomonadea z kmene Parabasalia. Parazituje v trávicí soustavě ptáků a způsobuje vážné ptačí onemocnění zvané trichomonóza. Přenáší se přímým kontaktem s infikovaným jedincem.

## Trichomonóza dinosaurů
Má se za to, že příbuzná forma parazita již u pozdně křídových dinosaurů způsobovala podobné příznaky jako u dnešních ptáků. Podle vědecké studie, publikované v roce 2009 je možné, že mnozí tyranosauridi trpěli obdobou současné trichomonózy, tedy onemocněním, způsobeným parazitickými prvoky. V současnosti tímto onemocněním trpí měkkozobí a hrabaví ptáci, potažmo dravci, u kterých je způsobeno právě bičenkou drůbeží (Trichomonas gallinae). U velkých dravých dinosaurů z čeledi Tyrannosauridae, konkrétně pak tyranosaurů, daspletosaurů a albertosaurů bylo toto onemocnění pravděpodobně přímo diagnostikováno na základě identifikace výrazných lézí (kruhových otvorů) na čelistech.
Podle odborné studie, publikované v roce 2022, však otvory na lebkách (zejména dolních čelistech) tyranosauridů nebyly způsobeny parazitární infekcí, ale mnohem pravděpodobněji mechanickým poraněním v důsledku pokousání od jiných tyranosauridů. Tomu odpovídá tvar i stavba otvorů ve zmíněných fosilních kostech (zejména báze dolní čelisti).

## Historie binomického jména
Bičenku drůbeží poprvé popsal S. Rivolta v roce 1878 jako původce holubí nemoci zvané anglicky canker. Organismus objevil v horní části trávicího traktu holubího mláděte a pojmenoval jej Cercomonas gallinae. Rivolta poté také pojmenoval parazita, kterého objevil uvnitř holubích jater, Cercomonas hepaticum. Domníval se, že jde o jiného mikroba než C. gallinae. Později se zjistilo, že Cercomonas gallinae a Cercomonas hepaticum jsou tentýž druh. Jméno bylo nakonec změněno na Trichomonas gallinae, neboť nepatří mezi cerkomonády, nýbrž trichomonády.

## Morfologie

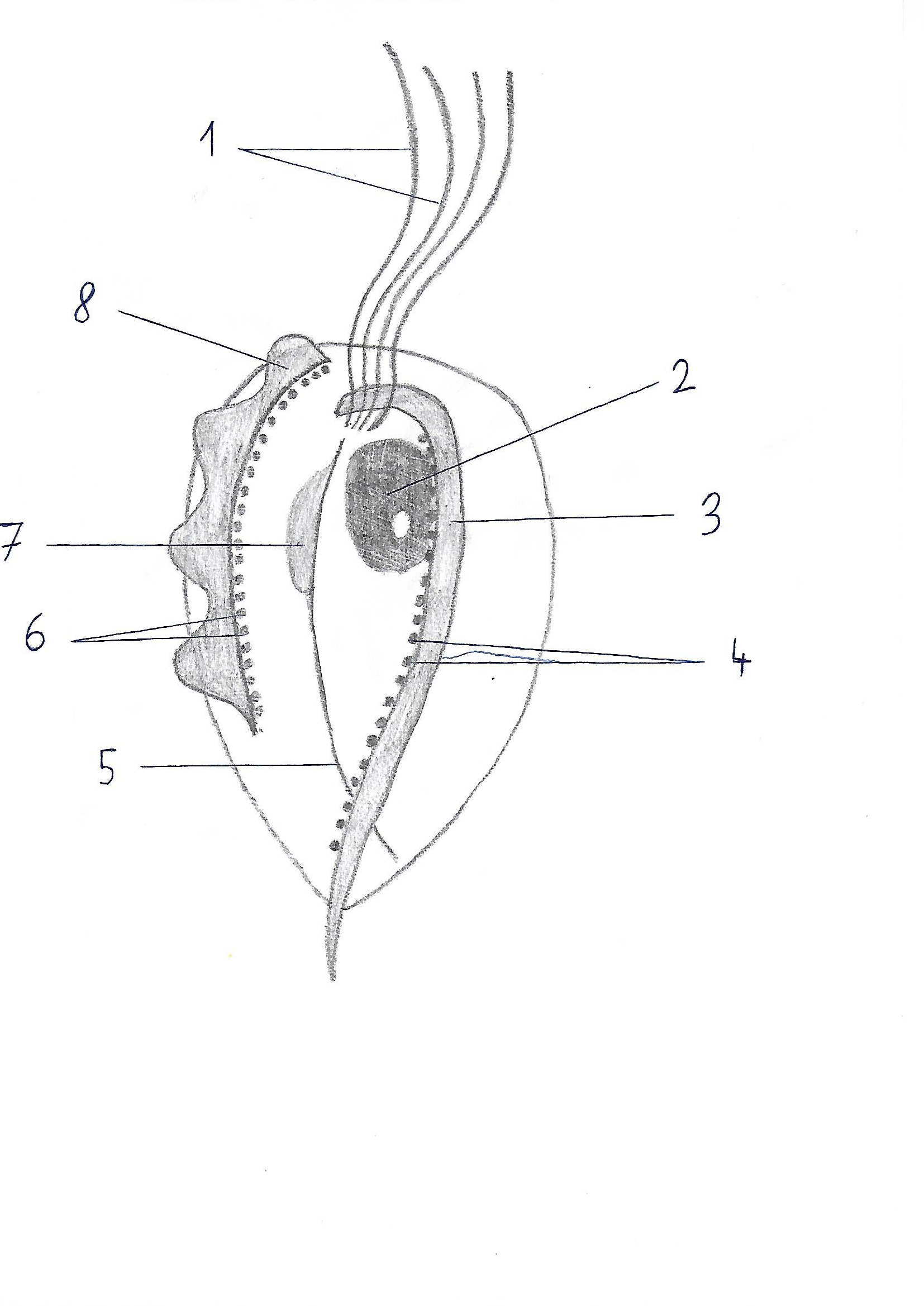
Morfologie bičenky drůbeží, 1 – volné bičíky, 2 – jádro, 3 – axostyl, 4 – hydrogenozomy podél axostylu, 5 – parabazální fibrila, 6 – hydrogenozomy podél kosty, 7 – parabazální tělísko, 8 – undulující membrána podložená kostou.

Bičenka drůbeží je jednobuněčný jednojaderný bičíkatý organismus. Jádro je vejčitého tvaru a jeho velikost je přibližně 3 µm.
Nemá mitochondrii, místo toho u ní nalezneme hydrogenozomy, specializované organely, funkčně podobné mitochondriím, které ovšem zpravidla neobsahují žádnou DNA. Tyto specializované organely využívají k získávání energie cestu fermentace namísto Krebsova cyklu, jako tomu je u běžné mitochondrie.
Bičenka se vyskytuje v anteriorní části trávicí soustavy hostitele pouze ve formě trofozoitů, bičíkatých stádií. Tvar těla je vejčitý až hruškovitý. Velikost těla se pohybuje mezi 6–18 µm, takže jsou přibližně stejně velké jako červené krvinky.
Buňky mají čtyři přední volné bičíky (8–13 μm) a jeden zpětný bičík, který přechází v undulující membránu, dosahující přibližně do dvou třetin těla. Charakteristickým znakem bičenky drůbeží je absence volného konce zpětného (posteriorního) bičíku. Undulující membrána je ještě podložena žíhanou fibrilou, tzv. kostou.
Vyskytují se u nich dvě specializované cytoskeletární struktury. První takovou strukturou je axostyl, což je mikrotubulární tyčinka, která má opěrnou funkci, prochází celou buňkou a mírně přesahuje zadní část těla. Druhou specializovanou cytoskeletární strukturou je pelta, která tvoří jakousi čepičku z mikrotubulů nad jádrem buňky. Golgiho komplex je spojen s jádrem parabazálními fibrilami za vzniku tzv. parabazálního aparátu (od toho název celého kmene Parabasalia).
Bičenky neprocházejí nikdy fází cysty, můžeme však u nich za určitých okolností pozorovat cystám podobné struktury - pseudocysty. Pseudocysty jsou sférická nebičíkatá stádia, která vznikají reverzibilní invaginací bičíků.

## Hostitelská specificita
Bičenky drůbeží parazitují výhradně na ptácích. Nejsou důkazy o infekci člověka ani jiných savců.
Za hlavního hostitele se považuje holub skalní, kterému je přičítáno rozšíření parazita do celého světa. Důležité jsou také příbuzné druhy ze skupiny holubovití, např. hrdlička zahradní, holub hřivnáč, holub domácí zdivočelý.
Další skupinou ptáků, která je častým hostitelem bičenky drůbeží, jsou dravci. Příkladem budiž jestřáb, orel, sokol nebo sovy.
Mezi hostitele patří 19 druhů z řádu měkkozobých (zejména holub skalní), 26 druhů z řádu dravců, 9 druhů z řádu sovy. Dalšími ptačími řády s hostiteli bičenky jsou papoušci, pěvci, hrabaví, krátkokřídlí a vrubozobí.
Především pěnkavovití jsou velmi citlivými hostiteli a velmi často je u nich infekce smrtelná. Kvůli tomu docházelo k hromadným úmrtím například zvonků zelených ve Spojeném království a ve Skandinávii.

## Životní cyklus
Bičenku drůbeží většinou najdeme v anteriorní části trávicí nebo dýchací soustavy ptáků. Bičenky se přenášejí z hostitele na hostitele většinou přímým kontaktem. V těle hostitele (ústní nebo nosní dutina, jícen, vole, žlaznatý žaludek, játra) se pak paraziti množí rychlým jednoduchým podélným binárním dělením.

### Perzistence
Nevytvářejí pravé cysty, takže mimo tělo hostitele rychle hynou.
Hynou pomaleji, jsou-li ve vlhkém prostředí (zabrání se tím vysušení, což je hlavní příčina, proč bičenky mimo tělo hostitele dlouho nepřežijí). Důležitým faktorem při přežívání mimo tělo hostitele se zdá být pH a přítomnost organického materiálu ve vodě. Bičenka nejlépe přežívá v médiu o pH 7–8, nepřežívá však v médiu o pH menším než 6. Ve vodě o pH 7, ve které se nachází organický materiál, parazit přežívá déle než 60 minut. Ve vodě o pH 5, což je pH, jaké můžeme nalézt v ptačích pítkách, kde jsou napadané borovicové jehlice, přežívají až 20 minut.
Výrazně delší přežívání parazita lze pozorovat u ptačího zobu (pokud dojde k navlhnutí). Zde má samozřejmě vliv i sám ptačí zob. Při pokusech prováděných na slunečnicových semínkách a mastňáku habešském v porovnání s komerční směsí semínek se zjistilo, že jak u slunečnice, tak u mastňáku může parazit přežívat až 24 hodin. Nejvíce se mu však dařilo na komerční směsi, kde jedinci parazita přežívali až 48 hodin.
V uhynulých ptácích vydrží bičenky naživu až 8 hodin. Za určitých laboratorních podmínek bylo možné je udržet naživu in vitro až 168 hodin (0,9% roztok NaCl o teplotě 37 °C).
Bičenky drůbeží sice nevytvářejí pravé cysty, vytvářejí však struktury cystám podobné (pseudocysty), které jsou důležitým faktorem přenosu. Pseudocysty u bičenek vznikají reverzibilní buněčnou invaginací vlastních bičíků. Tento proces může být způsoben vysycháním, zvýšenou koncentrací kyslíku nebo nízkou teplotou. Proces transformace v pseudocystu by měl prodlužovat dobu, po kterou bičenky drůbeží přežívají v trusu.

## Trichomonóza
Trichomonóza je infekce horní části trávicího traktu ptáků. Je to onemocnění celosvětově rozšířené. Bičenky drůbeží parazitují výhradně na ptácích. Na člověka ani na jiné savce se infekce nepřenáší. Nejčastěji se toto onemocnění vyskytuje u holubů, ale infikovat se mohou i další druhy včetně domácích ptáků nebo dravců.

### Přenos
K přenosu dochází třemi způsoby. Prvním a nejčastějším je přenos z dospělce na mládě při krmení. Druhým způsobem je přenos z kontaminované pitné vody nebo potravy. Třetím způsobem je přenos na dravce po pozření infikované kořisti.

#### Z dospělce na mládě
S tímto způsobem přenosu se můžeme setkat u holubů. Dochází k němu, když nakažený dospělec (přenašeč) nakazí svého nedávno vylíhlého potomka při krmení (tzv. holubím mlékem).
U holubů se často stává, že se dospělci nějakým způsobem nakazí, ale rok nebo i déle se u nich neprojeví žádné příznaky. Tito asymptomatičtí dospělci jsou ovšem přímým zdrojem nákazy pro svá mláďata.

#### Přenos z vody
S tímto způsobem přenosu se setkáme u domácích ptáků, jako jsou kur domácí nebo krocan. Dochází k přenosu vodou kontaminovanou výkaly nebo slinami. Tento přenos musí proběhnout velmi rychle, jelikož bičenka není schopná dlouho přežít mimo hostitele. Napadení domácích ptáků je tedy spíše výjimečné.
Divocí holubi nebo jiní zástupci řádu měkkozobých jsou hlavním zdrojem nákazy pro domácí ptáky. Právě jejich výkaly kontaminují pitnou vodu pro domácí ptáky.

#### Přenos z potravy
To je nejčastější způsob přenosu na dravce. Dravec uloví infikovaného ptáka a nakazí se.

### Průběh onemocnění
Inkubační doba se pohybuje mezi 4–14 dny. Onemocnění je buď akutní, nebo chronické.
Vážnost onemocnění a s ním spojených příznaků závisí na několika faktorech. Jedním z nich je patogenní potenciál kmene parazita. Většina kmenů je pouze málo virulentní nebo přímo avirulentní a u většiny hostitelů se nesetkáme s makroskopickými lézemi. Záleží také na citlivosti hostitele k infekci, stejně jako na celkovém fyziologickém stavu hostitele.
Jak je uvedeno výše, u holubů se často stává, že je nakažený dospělec pouze asymptomatickým přenašečem, který je zdrojem nákazy pro svá mláďata. U mláďat může kromě klasického průběhu onemocnění docházet také k úhynu bez předchozích viditelných příznaků onemocnění.
Trichomonóza může mít hladký průběh, nebo může být fatální, kdy smrt přijde mezi 4.–18. dnem od infekce. Zatímco u většiny ptáků bičenka nepřežije posteriorně od žlaznatého žaludku, u holubů ano. Na rozdíl od ostatních ptáků nakažených bičenkou drůbeží může u holubů docházet k tzv. sekundární invazi orgánů virulentními kmeny parazita. Tato viscerální forma zasahuje játra a gastrointestinální trakt.

### Příznaky
Základními příznaky onemocnění u ptáků jsou netečnost, načepýřené peří a menší úniková vzdálenost. Ptákům napadeným bičenkami tečou sliny, často mají mokré opeření kolem zobáku, těžce polykají, vyplivují potravu nebo i těžce dýchají. Často jsou u nich viditelné otoky na krku. Onemocnění trvá několik dnů až týdnů. V konečných stadiích bývají ptáci viditelně pohublí.
U nově nakažených se vytváří bílé až nažloutlé léze v ústní dutině. Časem se počet lézí zvyšuje a dochází k rozšíření i do dalších částí trávicí soustavy. Mohou se vyvinout v pevné nekrotické masy, které zablokují lumen jícnu. Zvětšující se léze nakonec mohou vést k ucpávání jícnu a průdušnice, což vede v lepších případech k pohublosti, v horších k udušení. K dalším příznakům patří neschopnost postavit se nebo udržet rovnováhu. Také může docházet k průjmům.
Parazit nezpůsobuje jen léze v trávicí soustavě; může také napadnout třeba oči nebo mozek, kam se dostane krví.

### Diagnóza
Diagnóza se stanovuje mikroskopickým nálezem parazita ve výtěrech z volete. Využívají se preparáty jak barvené (Giemsa), tak nebarvené (nativní). Je možné parazita kultivovat v médiu. Diagnóza je podložena klinickým nebo pitevním vyšetřením.
InPouch metoda se zdá být nejlepší metodou diagnózy přímo v terénu. InPouch je tvořen vysoce bariérovým plastem rezistentním na kyslík, se dvěma komorami ve tvaru V, které jsou spojeny úzkým kanálkem. Umožňuje uživateli jednoduše vzorek inokulovat, okamžitě provést mikroskopii vzorku (nativní preparát) a uchovávat jej (volitelně) před převozem do laboratoře kvůli inkubaci a interpretaci výsledku.

### Léčba
K léčbě se využívá 2-amino-5-nitrothiazol a zdá se, že k němu zatím není rezistence. Také se používají nitrofurany a nitroimidazoly (metronidazol), ke kterým už jsou některé kmeny více či méně rezistentní. Existence rezistentních kmenů se přičítá především podávání dávek metronidazolu nebo jiných léků zdravým závodním holubům jako prevence. Během léčby ovšem záleží na vážnosti onemocnění. Ve velmi pokročilých fázích už je prognóza velmi nejistá.
Pokud je podezření na sekundární bakteriální infekci, nasazují se antibiotika.

### Prevence
Protože není mnoho možností, jak léčit nákazu volně žijících ptáků, je důležitá prevence. Důležitá je hygiena zdrojů potravy a vody. Pítka se dezinfikují a nechávají se čas od času vyschnout, neboť bičenka v suchém prostředí nepřežije. Vyschnout se nechávají jeden až dva týdny. Krmítka by měla splňovat určité minimální hygienické požadavky. Zrní by se mělo pravidelně měnit a pravidelně by se měla krmítka dezinfikovat.
V domácí prevenci je velmi důležitá hygiena krmítek. Je důležitá každodenní výměna vody a také se musí zabránit akumulaci staršího zrní pod krmítkem nebo kdekoliv, kde by k akumulaci mohlo docházet.

## Rozšíření
Bičenka drůbeží je parazit kosmopolitní. To znamená, že je rozšířena celosvětově. Jeho hlavní hostitel, díky němuž se nejspíše rozšířil do celého světa, je holub skalní.

### Prevalence
Prevalence se liší u každého druhu, na každém kontinentu, v každém státě. Nejvyšší prevalence je obecně u řádu měkkozobých, velmi citliví k infekci jsou však také pěnkavovití.
V USA se prevalence pohybuje od 6 % u hrdličky karolinské (Zenaida macroura), přes 34 % u holuba hřivnáče (Columba palumbus) až po 95 % u holubičky Zenaida asiatica.
V Evropě se samozřejmě prevalence liší v každém státě a u každého druhu. Podle studie z roku 2017, která zjišťovala prevalenci u několika druhů z řádu měkkozobých v západní a jižní Evropě, byla obecně nejvyšší prevalence u holuba doupňáka (86 %). U holuba hřivnáče a hrdličky divoké byla o něco nižší (70 % a 67 %). Posledním zástupcem v této studii byla hrdlička zahradní, která měla nejnižší prevalenci, ta však byla vypočítána jen z pěti jedinců (60 %).

#### Německo
Nejvyšší prevalence v Německu je u řádu měkkozobých, kde se pohybuje kolem 50 %. U ostatních řádů, jako jsou pěvci, sovy a dravci, se prevalence pohybuje mezi 28 a 36 %. V Německu také docházelo k masovým vymíráním zvonků zelených způsobeným bičenkou (odhaduje se, že v roce 2009 uhynulo přibližně 80 000 jedinců).
Podle další studie, která v roce 2017 studovala prevalenci u několika druhů z řádu měkkozobých v západní a jižní Evropě, je nejvyšší prevalence u holuba doupňáka. Zde mluvíme o 86 %, 79 z 92 jedinců bylo nakažených. Také u holuba hřivnáče mluvíme o 70% prevalenci, kdy bylo nakažených 61 z 87 jedinců. Jediný zástupce hrdličky divoké v této studii byl také infikovaný.

#### Francie
Podle studie provedené v prvním kvartálu roku 2017, kdy došlo k 105 případům nákazy bičenkou drůbeží, byla prevalence nejvyšší u zvonka zeleného (74 % případů). Menší byla u stehlíka obecného (18 % případů), pěnkavy obecné (7 % případů) a nejméně případů bylo zjištěno u pěvušky modré (1 % případů).

#### Španělsko
Podle studie z roku 2017, která pojednává o prevalenci u několika druhů z řádu měkkozobých v západní a jižní Evropě, byla nejvyšší prevalence u hrdličky divoké. Zde mluvíme o 98 %, kdy 41 z 42 jedinců bylo infikovaných. Druhým a posledním zástupcem z této studie ve Španělsku byla hrdlička zahradní s prevalencí 33%, kdy byl infikován 1 ze 3 jedinců.